# I Love You, Man
I Love You, Man er en amerikansk komediefilm fra 2009 instrueret af John Hamburg med Paul Rudd og Jason Segel i hovedrollerne.

## Medvirkende
- Paul Rudd
- Jason Segel
- Rashida Jones
- Jaime Pressly
- Jane Curtin
- Andy Samberg
- J. K. Simmons
- Jon Favreau